# 君に1日1回「好き」と言う
「君に1日1回「好き」と言う」（きみにいちにちいっかいすきという）は、SEAMOの16枚目のシングル。

## 解説
- 前作「約束」から約1年3ヶ月ぶりのリリースである。
- ユニバーサルミュージック移籍後初のシングル。
- 初回限定盤には「君に1日1回「好き」と言う」のPVを収録。

## 収録曲
1. 君に1日1回「好き」と言う
作詞：Naoki Takada　作曲：Tomotaka Osumi　編曲：Tomotaka Osumi・Takaaki Kondoh
毎日放送系ドラマ「RUN60」主題歌
映画「RUN60 -GAME OVER-」主題歌
2. Music
作詞：Naoki Takada　作曲：DJ Daishizen・Naoki Takada　編曲：DJ Daishizen
3. コロッケファイヤー
作詞：Naoki Takada　作曲：Nao Tanaka・Naoki Takada　編曲：Nao Tanaka